# Rumänischer Eishockeypokal 2001/02
Der Rumänische Eishockeypokal, rumänisch Cupa României la Hochei pe gheață wird seit 1969 ausgetragen.

## Teilnehmer und Modus
An der Austragung des Rumänischen Eishockeypokals im Jahre 2001 nahmen die sieben Mannschaften der vorjährigen Rumänischen Liga teil. Die ersten drei Mannschaften der Saison waren für das Turnier gesetzt, die anderen vier spielten eine Qualifikationsrunde, in der sich Dinamo Bukarest qualifizierte.
Wie gewohnt wurde der Pokal zu Saisonbeginn ausgespielt. Es fand jeweils nur ein Spiel ohne Rückspiel statt. Sieger wurde zum ersten Male nach 1988 nicht der Seriensieger Steaua Bukarest, sondern erstmals der SC Miercurea Ciuc.

## Qualifikationsrunde
| Platz | Verein                      | S | U | N | Tore  | Pkt |
| ----- | --------------------------- | - | - | - | ----- | --- |
| 1     | Dinamo Bukarest             | 3 | 0 | 0 | 19:04 | 6   |
| 2     | CSM Dunărea Galați          | 2 | 0 | 1 | 10:03 | 4   |
| 3     | Sportul Studențesc Bukarest | 1 | 0 | 2 | 07:10 | 2   |
| 4     | Imasa Sfântu Gheorghe       | 0 | 0 | 3 | 03:20 | 0   |

## Finalrunde
| Platz | Verein                   | S | U | N | Tore  | Pkt |
| ----- | ------------------------ | - | - | - | ----- | --- |
| 1     | SC Miercurea Ciuc        | 3 | 0 | 0 | 21:04 | 6   |
| 2     | Steaua Bukarest          | 2 | 0 | 1 | 13:04 | 4   |
| 3     | Progym-Apicom Gheorgheni | 1 | 0 | 2 | 13:11 | 2   |
| 4     | Dinamo Bukarest          | 0 | 0 | 3 | 03:31 | 0   |